# 努列克坝
努列克坝（塔吉克语：Нерӯгоҳи обии Норак, Nerūgohi obii Norak，意为努列克水电站）是一座亚粘土心墙土石坝，位于阿姆河支流瓦赫什河布利桑京峡谷。杜尚别以东75km。距上游的罗贡坝70km。附近的同名城镇努列克是水电生活基地。水电站发电量占塔吉克斯坦的70%。
它高達304米（997英尺），是世界上第二高的大壩。

## 大坝

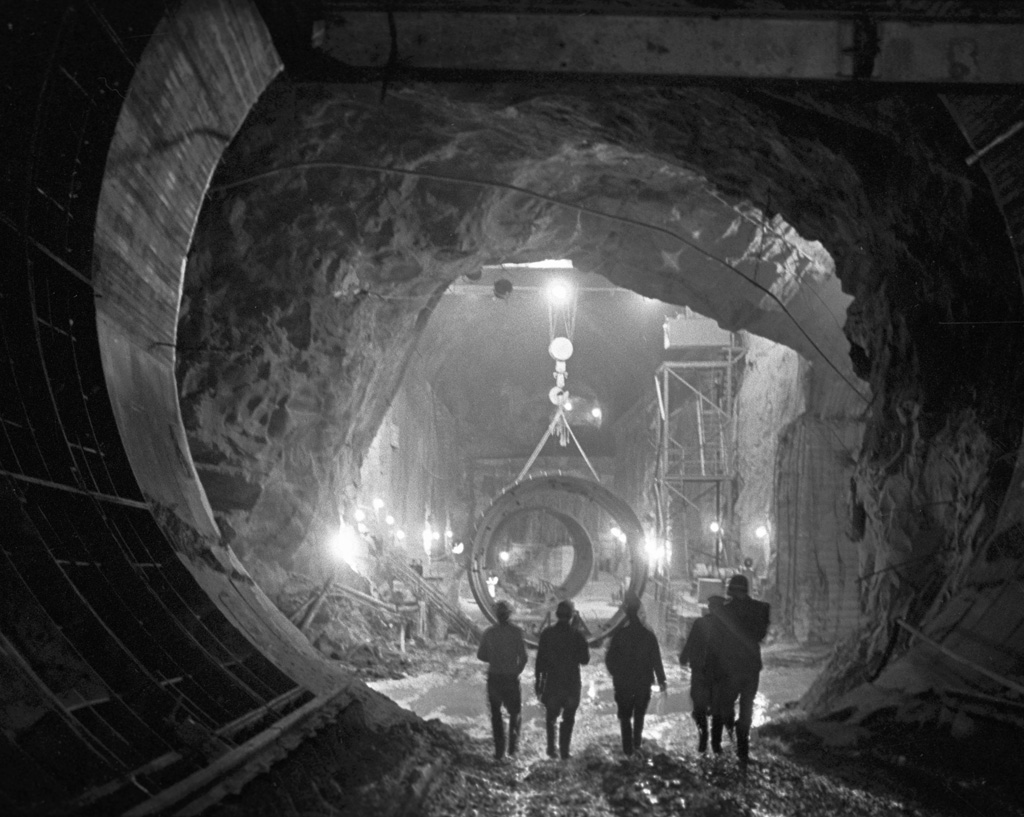
1970年11月1日正在施工的发电引水隧道

坝址所在峡谷深达300m以上，河床宽40m。基岩为白垩纪砂岩和粉砂岩互层，岩层向上游倾斜，倾角为30°～50°。基岩上覆盖厚13m～20m的第四纪沉积物。坝区地震烈度为Ⅸ度。坝址处0.05频率的洪水流量为3200m3/s，0.001频率的洪水流量为5400m3/s，日平均流量的实测值为120m3/s - 3900m3/s。每年通过坝区的悬移质泥沙量有1亿t以上。坝址年平均温度14°C，最高温度40°C，最低温度-26°C。
大坝为心墙填土坝。上、下游坝坡分别为1∶2.25和1∶2。亚粘土（壤土和砂壤土）防渗心墙土方780万m3，过渡区和心墙与坝壳间砂砾石反滤层土方340万m3，未经筛分的砾石卵石混合料填筑的上、下游棱体坝壳土方3630万m3，上、下游干砌防震400～700mm粒径块石护坡850万m3。大坝上游坝体内部高程855m、876m、894m处各设有一层加筋抗震层。大坝上部912m高程设有抗震层。心墙下为混凝土垫座，最大厚度23m，长157m。垫座表面覆盖两层玻璃纤维加强的聚合薄膜。垫座内布置有4.2m×3.8m廊道，供灌浆和检查用。心墙与坝基和坝肩接触面经清理后，用喷混凝土做防护层，平均厚10～15cm，以保护粉砂岩不风化。上游侧坝顶至正常蓄水位高程的心墙与坝壳间设双反滤层，下部为单反滤层。
施工期大坝和坝壳的实测沉降量分别为11.9m和13.7m。大坝竣工后，至2010年坝体又下沉了3m。心墙渗透性低，渗透量为37-67L/s，低于设计指标的80L/s。
左岸泄水建筑物、右岸电站厂房。左岸两条泄洪隧洞，设计总泄量4040m3/s。隧洞断面宽12m，高10m，长度分别为1600m及1400m，水头174m，设5m×6m弧形闸门，并采用通气防蚀措施。
右岸设3个永久发电进水口，3条永久发电引水隧洞分别连接3条直径6m的压力钢管。厂房为半露天式结构，长200m，高40m，进水塔上布置300t门式起重机。
1961年开工，基础开挖820万m3，其中石方500万m3。上游土石围堰是大坝的组成部分，最大高度80m，总体积162万立方米。1971年开始大坝填筑。坝体填筑方量5800万m3，其中堆石920万m3，砂砾石3800万m3，心墙区粘土840万m3;混凝土160万m3。金属结构和机械安装7.13万t。最高月填筑量初期为25万m3，后期56万m3，最高年填筑量850万m3，施工高峰人数2200人。1972年，当坝体填筑量仅占总填筑量20%，水头仅为设计的40%时，在3台机组上采用了临时转轮，分别于1972年11月和1973年5月实现提前发电。采用正常转轮的机组，分别于1976年、1978年投入运行。1979年9月，当坝体离坝顶还差4m时，9台永久机组全部投产，此时的发电效益已收回全部投资。1980年竣工。1983年9月21日水库首次蓄水到正常高水位。1980年代中期以列昂尼德·勃列日涅夫命名该水电站。 
水轮机转轮直径4.75m、转速200r/min、承受水头达270m的混流式水轮机，发电功率30万千瓦。1988年完成技术改造，其中8台机组每台功率已扩增到33.5万千瓦，第9台机组功率也已达到32万千瓦。技改后努列克电站整体装机容量升至300万千瓦，年均发电能力可达112亿千瓦时。

## 水库
水库死水位857米。水库最大水面宽5km。

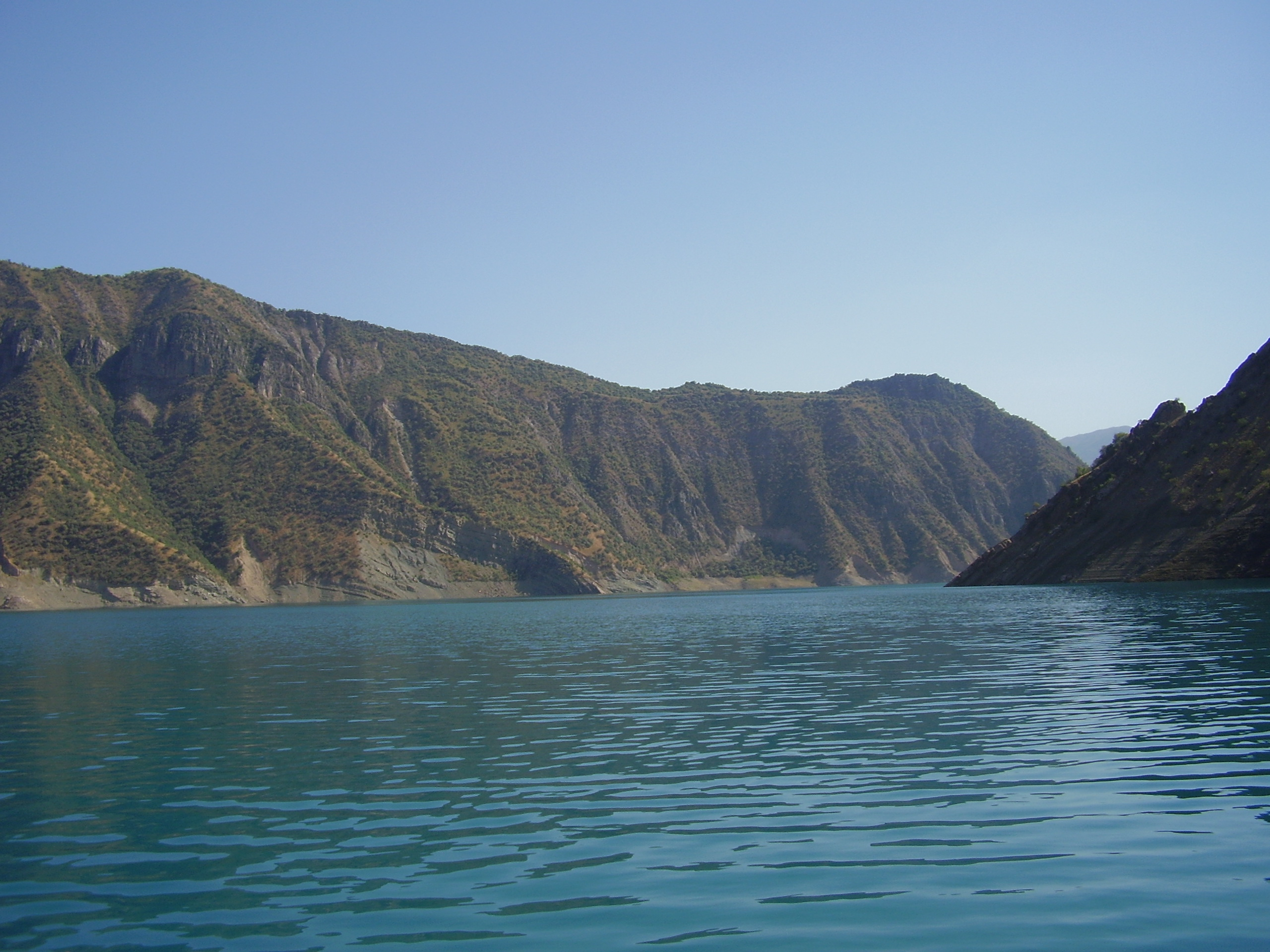
7月份的努列克水库

水库通过长14km的达加里灌溉隧道（Dangara irrigation tunnel）设计过水能力100m3/s，灌溉700km2农田。
努列克水库因为河水导致的沉积造成淤积现象日益严重。建设上游的罗贡坝，将极大改善努列克坝前淤积。

## 运行事故

### 1983年事故
该起事故类似于2009年俄罗斯的萨彦-舒申斯克水电站事故。1号机组由于强烈震动而跳线停机，冲出机壳的水淹没了发电车间水深达1.75m。

### 1999年事故
两台500kV与220kV失效。

### 2006年事故
2006年4月17日，3名工人在修理引水隧道时因闸门事故而被淹死。

### 2010年
从2010年起，由于塔吉克斯坦与乌兹别克斯坦对水资源的尖锐矛盾，乌方切断了两国电网连接，从而导致塔方电网脱离中亚统一电网独立运行。后果是每年夏天丰水期努列克水电站被迫大量弃水，年损失70亿千瓦小时，经济损失2亿美元。而冬天枯水期，塔吉克斯坦面临严峻的电力短缺。2014年5-10月，向阿富汗与吉尔吉斯斯坦出口电力。